# Tuoba littoralis
Tuoba littoralis är en mångfotingart som först beskrevs av Yoshioki Takakuwa 1934.  Tuoba littoralis ingår i släktet Tuoba och familjen storjordkrypare. Inga underarter finns listade i Catalogue of Life.